# Psychonotis melane
Psychonotis melane är en fjärilsart som beskrevs av James John Joicey och Talbot 1916. Psychonotis melane ingår i släktet Psychonotis och familjen juvelvingar. Inga underarter finns listade.